# 正月

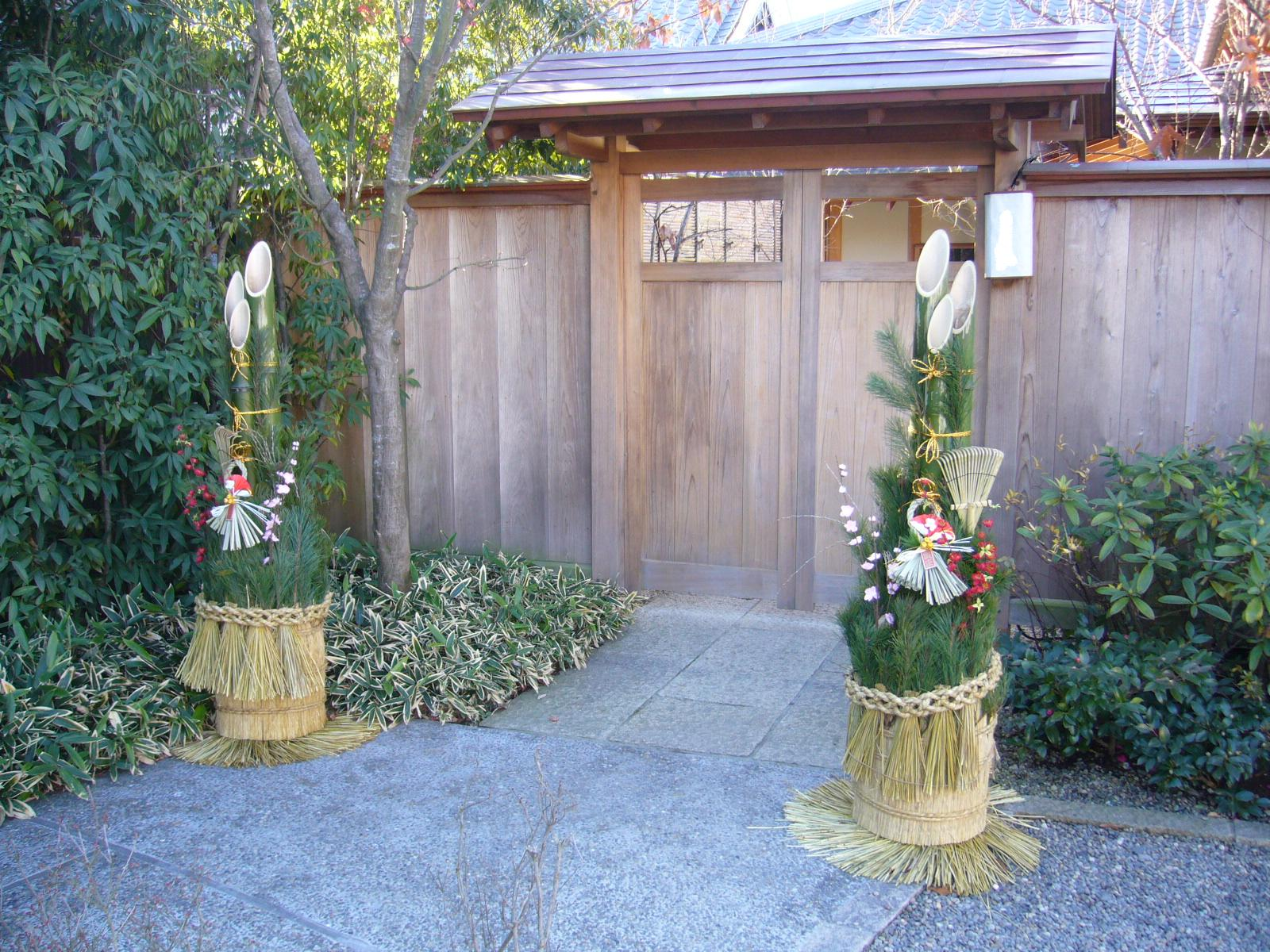
日本の門松

正月（しょうがつ）は、各暦の年始め（新年を迎える月）のことである。文化的には旧年が無事に終わったことと新年を祝う行事。正月飾りをし、正月行事を行ったり、御節料理を食べたりして祝う。
日本では、1月1日の元日のみを国民の祝日としているが、少なくとも3日までの「正月三が日」は仕事が休日になるところが多く、事実上の祝日となる。
かつての正月は、お盆と同じく、祖先の霊を呼び、慰霊する行事であった。それが次第に分化し、新年のお祝いと、一年の無病息災を願うものに変わっていった。

## 各暦の正月
中国の“正月”は太陰暦の1月を指す。

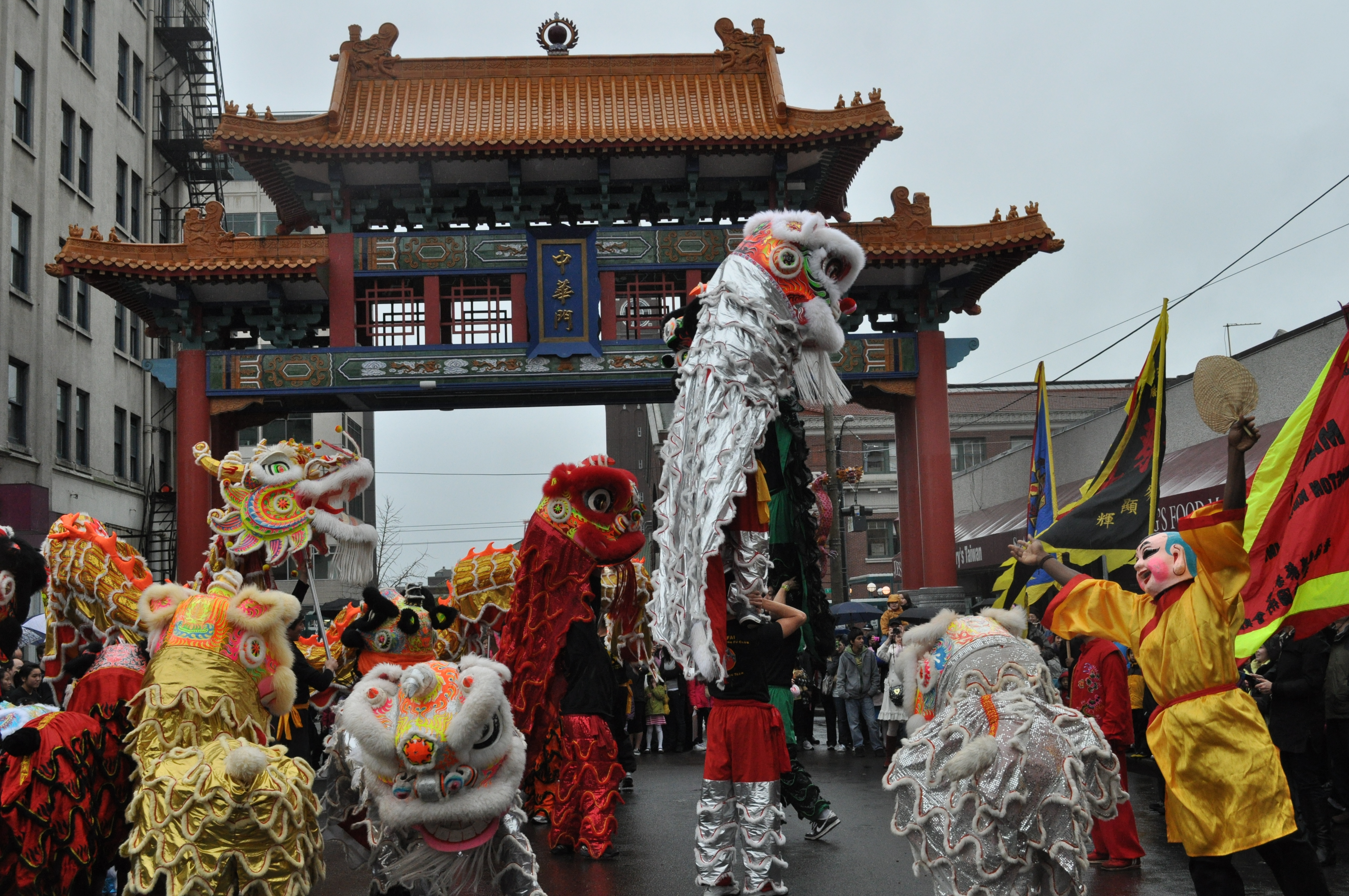
アメリカ・シアトルの中華街における春節の獅子舞

古代ローマでは1年は10か月でMartiusが初月、Kalendae Martiae が正月であった。
紀元前713年頃、ヌマ・ポンピリウスによりIanuariusとFebruariusが加えられ、Kalendae Ianuariaeが正月になったが、執政官には紀元前153年まで使われなかった。
紀元前45年、ガイウス・ユリウス・カエサルがユリウス暦を導入、Kalendae Ianuariaeが新暦同様、正月になった。
- クリスマス様式の暦では、12月25日が正月で、ドイツとイングランドで13世紀迄使われており、スペインでは14 - 16世紀に導入された。
- 受胎告知を新年とする暦は、ルーマニア・ドブロジャ生まれの僧侶、ディオニュシウス・エクシグウス により西暦525年に導入され、中世ヨーロッパの多くの地域で用いられていた。グレートブリテン王国では、1752年1月1日まで採用されていた。後にイギリスはユリウス暦から新暦となるが、現在でもイギリスの税制年度は4月6日を新年としている。
- 復活祭の土曜日を正月とする暦は、フランスで11世紀 - 16世紀に使われていた。復活祭は移動祝日で、同じ日付は隔年ごとに来る。

古代のローマ暦の Kalendae Martiae を正月とする暦は、ヴェネツィア共和国で1797年まで、ロシアで988年 - 15世紀の終わりまで用いられていた。ロシアでは15世紀の終わりから1700年の西暦導入まで、9月1日が正月だった。
カトリック教会の典礼暦では待降節初日が一年の始まりとされてきた。
フランス共和暦では、秋分を正月とした。
日本での正月は中国では「正月初一」または「大年初一」いわゆる春節である。

## 日本の正月

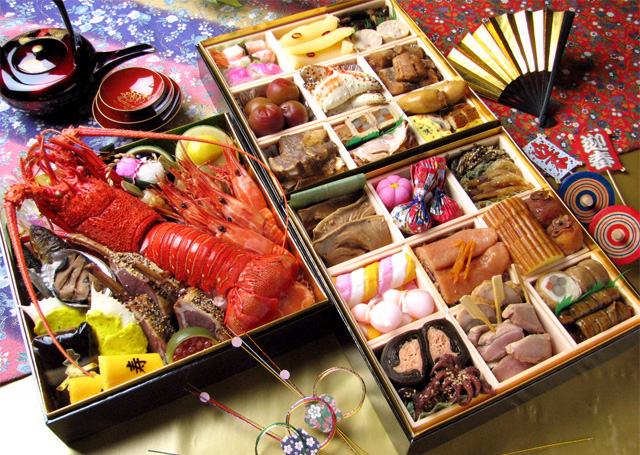
御節料理

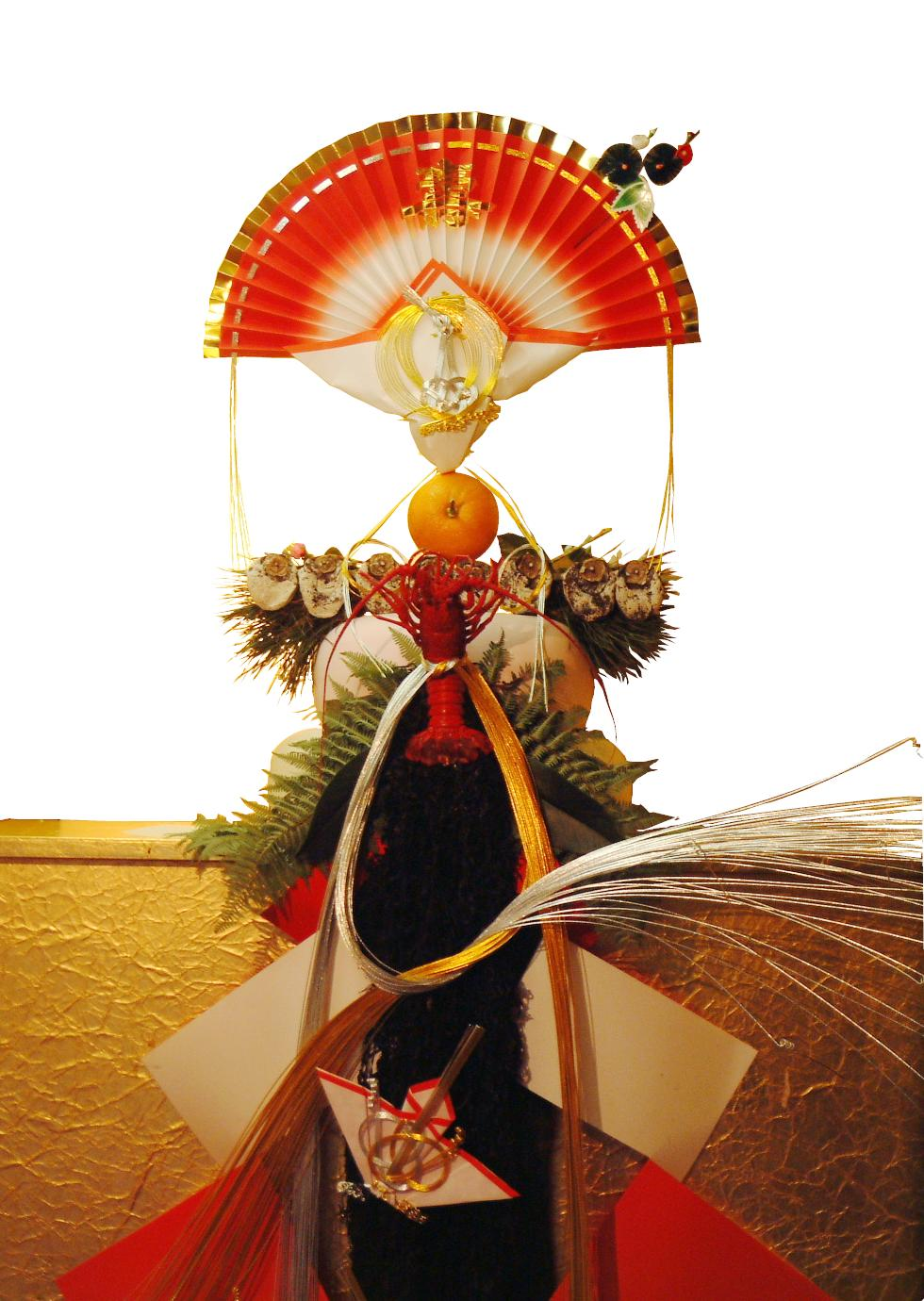
鏡餅

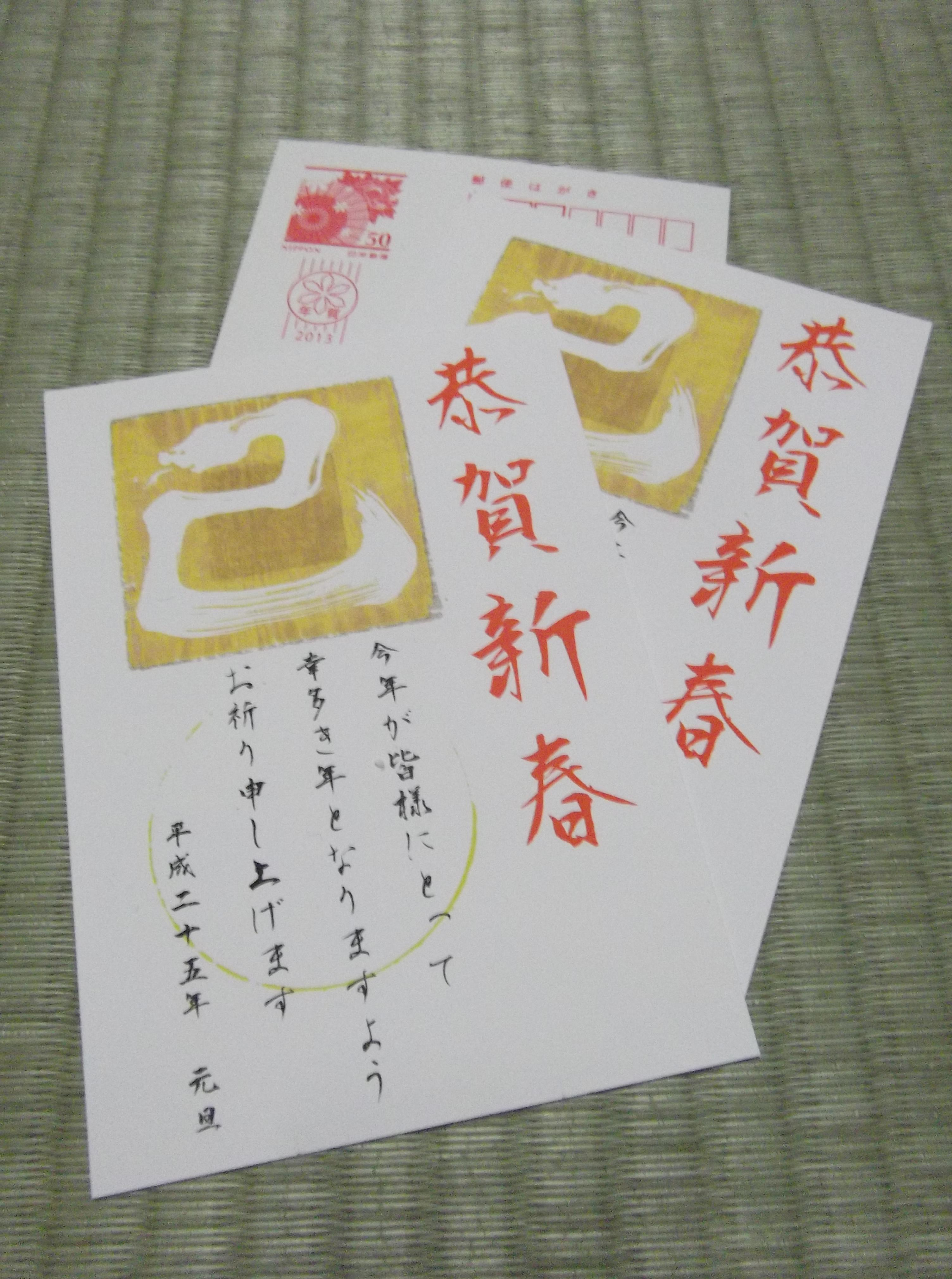
年賀状

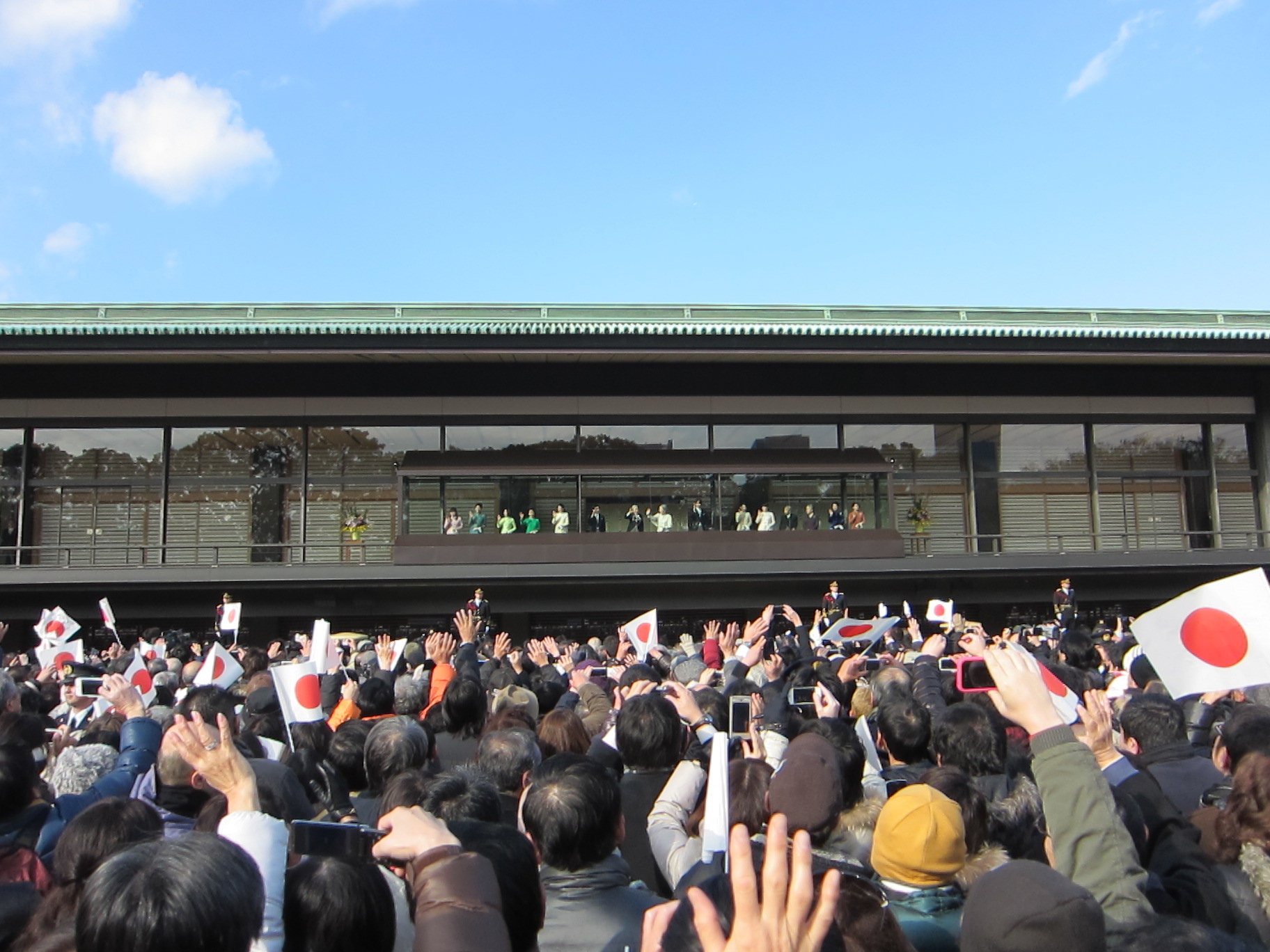
2012年新年一般参賀

### 正月の期間
「正月」とは、本来は旧暦1月の別名である。改暦後は新暦1月を意味する。
現在は「三が日」または「松の内」という意味で使用することがある。
松の内は元々は1月15日までだったが、現在は1月7日までとすることが多くなっている。寛文2年1月6日 (旧暦)、江戸幕府により1月7日 (旧暦)を以ての飾り納めが指示される。最初の通達が江戸の城下に町触として発せられており、それに倣った風習が徐々に関東を中心に広まったと考えられる。幕末の考証家である喜田川守貞は、この時同時に左義長も禁止されていることから、松の内短縮発令の理由をこの火祭りによる火災の予防の一環だとしている。
1月15日を小正月（こしょうがつ）と呼ぶ。小正月に対して1月1日から7日までを「大正月」（おおしょうがつ）という。大正月はまた大年（おおどし）、のに対して、小正月を小年（こどし）、女の正月と言うところもある。
1月20日までを正月とすることもあり、1月20日を「二十日正月」（はつかしょうがつ）と呼ぶ。地方によっては1月30日を「三十日正月」（みそかしょうがつ）という。
12月8日を「正月事始め」と称して、正月準備が始まる。

### 正月準備
正月準備に関して、古い暦では12月13日が「煤はき」とされたが、実際には12月27日前後に「煤はき」をする地域が多かった。
- 岩手県の釜石市栗林町や山田町では11月15日に門松の中心に据える木を切り出して庭に立てておく風習がある（山田町などでは「門松節供」という）[4]。
- 高知県土佐市の一部では12月1日を「正月はじめ」と称し注連縄を製作する日となっていた[4]。
- 熊本県玉名郡三加和町や鳥取県智頭郡では12月13日に正月用の箸を製作した（鳥取県智頭郡などでは「十三日箸」と呼ぶ）[4]。

スーパーなどの量販店では後述するように2020年代時点でも正月期間中に休業日や短縮営業日を設けるチェーン店が多いため、年末やそれに近い時期には「正月値段」という正月の小売店の営業事情を考慮した割高価格で商品を売る場合が少ない。

### 正月休み
1月1日は「元日」と命名された国民の祝日である。
行政機関は、行政機関の休日に関する法律第1条第1項第3号の規定により、12月29日から1月3日までを休日としており、一般企業でもこれに準じることが多い。銀行などの金融機関は、銀行法施行令第5条第1項第2号の規定により、12月31日から1月3日までを休日とすることが多く、システムメンテナンスを行うため長くなる事もある。公共交通機関はこの期間中は平日であっても休日ダイヤで運行する傾向にある。また、正月も含めた年末年始は、休日ダイヤとは別に年末年始ダイヤなどを設定し、通常の休日よりも減便しての運行となったり、元日の場合は大半の路線で終日運休となることもある。
一方、小売業では、1980年代前半までは松の内の頃まで休業していた店が多く、1980年頃まで百貨店・スーパーマーケットなどの大型店ですら正月三が日は休業していた。1970年から1996年まで描かれた漫画『ドラえもん』でも、のび太の母である玉子が三が日の休みに言及する一コマがある。そのくらい、当時としては三が日に休業する店が当たり前であった。しかし、24時間営業のコンビニエンスストアの登場などの生活様式の変化により、開店日は早くなり、1990年代以降は元日のみ休業し、翌2日から短時間体制での営業を始める店が多くなった。大型店など店舗によっては、短時間体制ながらも元日も営業することも多くなった。2017年以降、国が推進する「働き方改革」や小売業の慢性的な人手不足を背景に、大手百貨店や飲食チェーンの一部に元日営業を見直す動きも見られるようになった。ほとんどの店舗の場合は4日ごろから平常営業に戻る。

### 正月の習慣
正月には知人などに年賀状を送る習慣があり、お年玉付き年賀はがきの抽選日までを正月とする習慣も多い。1990年代末頃から携帯電話が普及し年賀状でなくメールなどで済まされることが多くなり、スマートフォン普及後はSNSでメッセージングすることがある。新年最初に会った人とは「あけましておめでとう」という挨拶が交わされる場合が多いがこれは英語圏の「ハッピー・ニューイヤー」が年末に言われることとは異なり新年になってからでなければ言われない。年末には翌年まで会う予定のない人へは「よいお年を」という挨拶がよく交わされる。
かつて冬と夏に死霊崇拝の風習があったが、仏教の影響が強くなるにつれ、仏教行事の盂蘭盆会と習合して「お盆」となり先祖供養の行事とし、対する正月は年神を迎えてその年の豊作を祈る「神祭り」として位置付けられるようになった。
数え年では1月1日に歳を1つ加えていたことから、正月は無事に歳を重ねられたことを祝うものでもあった。満年齢を使うようになってからはそのような意味合いはなくなっていき、単に年が変わったことを祝う行事となっている。
喪に服している場合は正月を行わない風習があり、この場合、事前に喪中欠礼の葉書を送った上で、年賀状を送ったり受けたりすることもなくなる。
正月に初詣などの出掛けを行わずただ寝て過ごすことを寝正月と呼ぶ。

## 日本の旧正月
旧暦の1月1日（立春前後、新暦での2月頃）は旧正月と呼ばれる。中国・台湾・韓国・ベトナムなどでは、新暦の正月よりも旧正月の方が重視され、お年玉もこの日に渡される。中国では「春節」、「過年」、「農暦新年」といい、ベトナムでは「テト」といわれる。テトは「節」という漢字のベトナム語読みに相当する。また、旧暦1月のことを「正月」と呼び、旧正月を「正旦」ともいう。日本でも沖縄県や鹿児島県の奄美群島などの一部地域には旧正月を祝う地方がある。

## 正月に関する言葉
- 正月買い
- 一年の計は元旦にあり
- 一富士二鷹三茄子
- 元日や餅で押し出す去年糞 - 金子兜太の父親、金子伊昔紅の句[10][11]めでたい福（など）